# KG Mobility
SsangYong Motor Company (korejsko: 쌍용자동차 주식회사) je proizvajalec avtomobilov s sedežem v Južni Koreji. Njegov izvor izvira iz proizvajalca, ustanovljenega leta 1954. Ime SsangYong se je pojavilo leta 1988, potem ko ga je prevzela skupina chaebol SsangYong. SsangYong Motor so nato kupili Daewoo Motors, SAIC Motor in nato Mahindra & Mahindra. Leta 2022 je podjetje prevzela skupina KG Group. Podjetje naj bi marca 2023 opustilo ime SsangYong.
Glavni poudarek podjetja so športna terenska vozila (SUV) in križanci SUV ter se pripravlja na prehod na električne avtomobile.